# Johannes van Dijk
Johannes Wilhelmus Maria van Dijk (Amsterdam, 4 de juliol de 1868 – Amsterdam, 25 d'agost de 1938) va ser un remer neerlandès que va competir cavall del segle xix i el segle xx. Posteriorment va ser metge.
El 1900 va prendre part en els Jocs Olímpics de París, on guanyà una medalla de bronze en la prova de vuit amb timoner com a membre de l'equip Minerva Amsterdam.